# 孔星隆
孔星隆（1962年10月—），男，汉族，甘肃通渭人，中华人民共和国政治人物。石河子农学院农学系农学专业毕业，大学学历，高级农艺师。曾任中共新疆生产建设兵团党委副书记、副政治委员，现任新疆维吾尔自治区政协副主席，第十三届全国政协委员。

## 生平
生于甘肃省通渭县平襄镇西关村。1984年8月参加工作。1991年6月加入中国共产党。
2018年1月当选为新疆维吾尔自治区政协副主席。2022年6月，不再担任新疆生产建设兵团副政委职务。